# Palazzo Pietro Spinola di San Luca

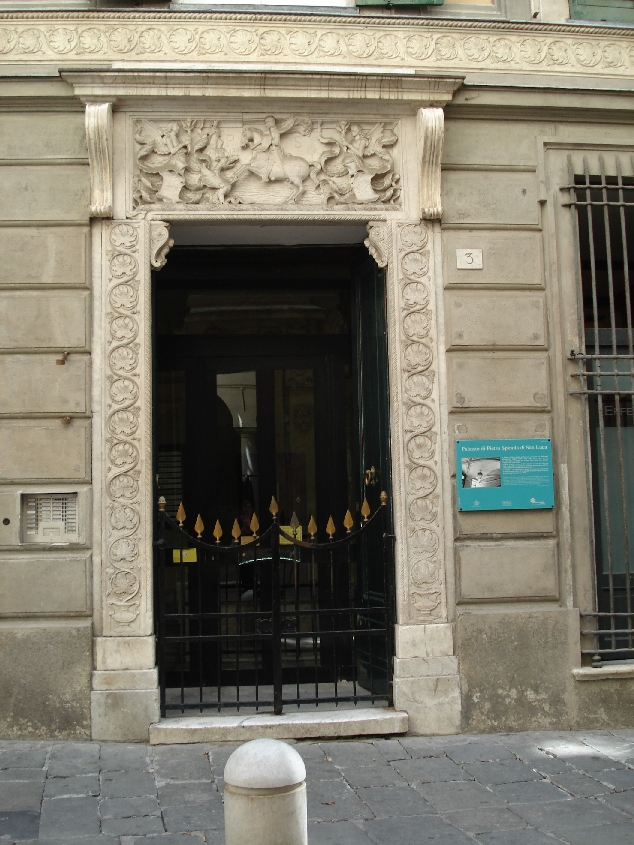
Portail d'entrée.

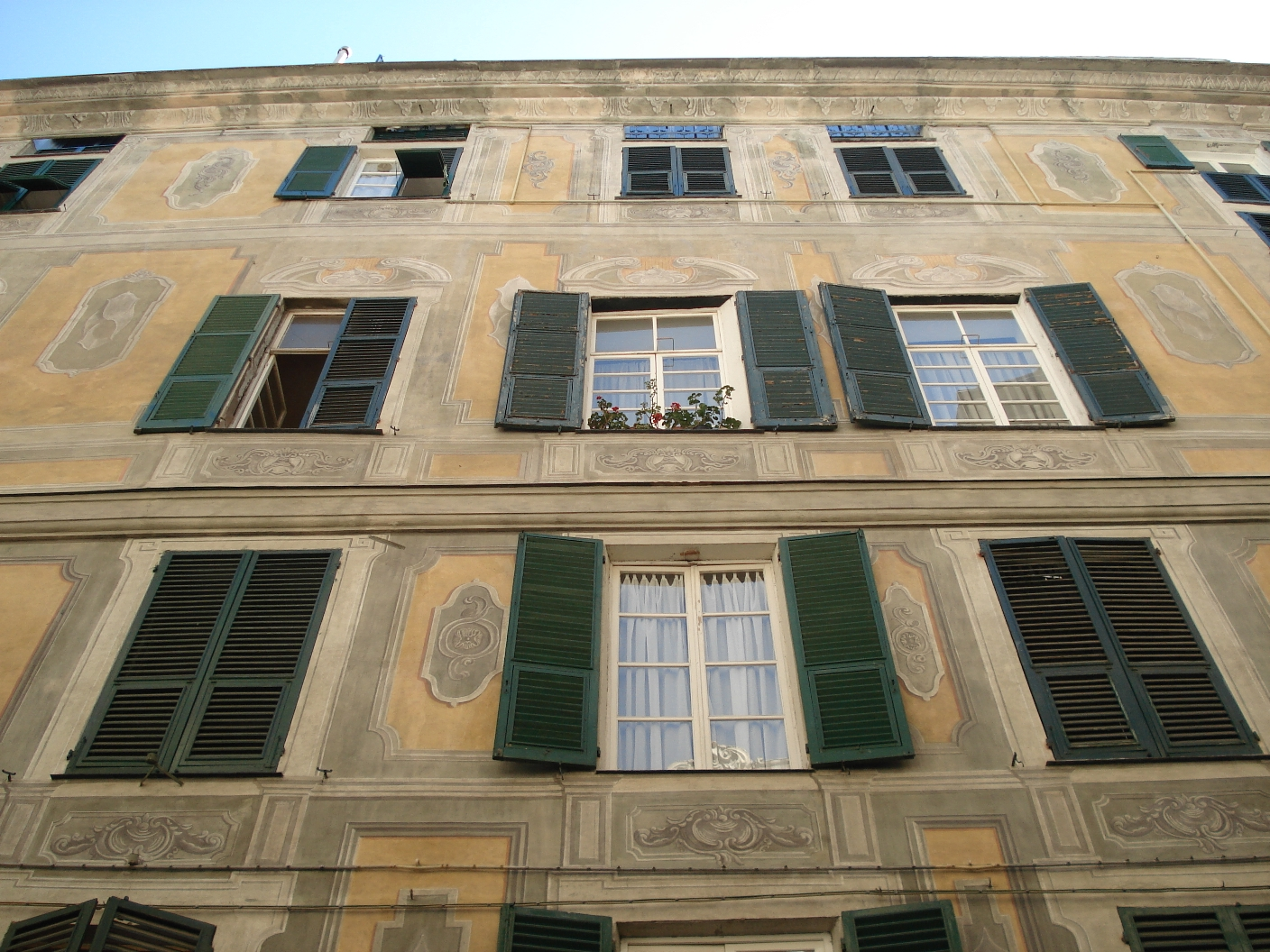
Façade du palais.

Le palazzo Pietro Spinola di San Luca est un édifice situé piazza dei Pellicceria  dans le centre historique de Gênes.
L'édifice est inscrit, à trois des cinq rolli connus, dans les années  1588 (bussolo III), 1599 (bussolo III), 1614 (bussolo II).
Le palais donnant sur la place, en face de la Galleria nazionale, ajoute un caractère aristocratique à l'architecture du site. À l'intérieur, le palais conserve le plan du XVIe siècle de l'atrium et de l'escalier qui mène jusqu'au troisième étage. En extérieur, à partir du premier niveau et jusqu'au dernier étage, la façade est décorée de peinture à quadratura sans silhouette. Le rez-de-chaussée traité en bossages simples est agrémenté d'un portail en marbre sculpté aux chambranles ornées de guirlandes de pampres et feuilles de vigne surmontées d'un entablement représentant « saint Georges terrassant le Dragon ». 
Le bâtiment aujourd'hui, en très bon état, est affecté à un usage habitatif.